# Francisco Hernández (labdarúgó, 1924)
Francisco Hernández (Toluca de Lerdo, 1924. január 16. – Mexikóváros, 2011. január 24.) mexikói válogatott labdarúgó, középpályás.

## Pályafutása
Teljes pályafutását egy csapatban, a Zacatepecben töltötte. A mexikói válogatottal részt vett az 1950-es világbajnokságon is. A nemzeti csapatban összesen négy meccse van.